# Марчелі
Марчелі (хорв. Marčelji) — населений пункт у Хорватії, у Приморсько-Горанській жупанії у складі громади Вишково.

## Населення
Населення за даними перепису 2011 року становило 2148 осіб.
Динаміка чисельності населення поселення:

## Клімат
Середня річна температура становить 11,03 °C, середня максимальна – 23,46 °C, а середня мінімальна – -1,59 °C. Середня річна кількість опадів – 1460 мм.
| Клімат поселення                              | Клімат поселення | Клімат поселення | Клімат поселення | Клімат поселення | Клімат поселення | Клімат поселення | Клімат поселення | Клімат поселення | Клімат поселення | Клімат поселення | Клімат поселення | Клімат поселення | Клімат поселення |
| Показник                                      | Січ.             | Лют.             | Бер.             | Квіт.            | Трав.            | Черв.            | Лип.             | Серп.            | Вер.             | Жовт.            | Лист.            | Груд.            |                  |
| Середній максимум, °C                         | 7,96             | 8,18             | 10,58            | 14,75            | 18,95            | 22,73            | 23,46            | 23,19            | 19,00            | 14,88            | 9,81             | 7,54             |                  |
| Середня температура, °C                       | 3,20             | 3,40             | 5,81             | 10,00            | 14,17            | 17,97            | 20,13            | 19,86            | 15,64            | 11,54            | 6,50             | 4,21             |                  |
| Середній мінімум, °C                          | −1,59            | −1,37            | 1,04             | 5,22             | 9,40             | 13,20            | 16,79            | 16,50            | 12,33            | 8,22             | 3,16             | 0,87             |                  |
| Норма опадів, мм                              | 109              | 93               | 107              | 112              | 100              | 123              | 85               | 107              | 134              | 169              | 178              | 143              |                  |
| Середньомісячна швидкість вітру, м/с          | 2.90             | 3.07             | 3.12             | 2.95             | 2.68             | 2.58             | 2.49             | 2.58             | 2.64             | 2.93             | 3.14             | 3.12             |                  |
| Середньомісячна сонячна радіація, кДж/м²·день | 4398             | 7278             | 10399            | 14781            | 18850            | 20454            | 21610            | 18444            | 13551            | 8879             | 4772             | 3698             |                  |
| --------------------------------------------- | ---------------- | ---------------- | ---------------- | ---------------- | ---------------- | ---------------- | ---------------- | ---------------- | ---------------- | ---------------- | ---------------- | ---------------- | ---------------- |
| Джерело:                                      |                  |                  |                  |                  |                  |                  |                  |                  |                  |                  |                  |                  |                  |